# Filip Apelstav
Klas Filip Cheick Tidjane Apelstav, född 18 september 1971 i Västra Frölunda, är en svensk före detta fotbollsspelare som spelade i IFK Norrköping och Sveriges herrlandslag i fotboll under Olympiska spelen 1992 i Barcelona där laget kom på en femteplats.
Apelstav, som var proffs i Kina under början av 2000-talet, spelade sammanlagt 8 OS-landskamper, dock aldrig någon "riktig" A-landskamp.

### Webbkällor
- Profil på sports-reference.com
- Landslagsstatistik på svenskfotboll.se
- Filip Apelstav på elitefootball.com
- Filip Apelstav på fotball.no